# Venezillo jamaicensis
Venezillo jamaicensis là một loài chân đều trong họ Armadillidae. Loài này được Richardson miêu tả khoa học năm 1912.